# Плебісцит
Плебісци́т (лат. plebiscitum, дос. «рішення народу») — всенародне голосування з питання державної приналежності певної території або політичної долі держави. Хоча в деяких країнах (Бразилія, Пакистан) плебісцитом називають будь-який обов’язковий референдум.
Плебісцит був уперше проведений у період Великої французької революції 1789—1794 р., згодом він став широко визнаним інститутом міжнародного права. В 1944 р. Ісландія на основі плебісциту вийшла з персональної унії Данією й стала незалежною республікою; в 1945 р. у Монгольській Народній Республіці був проведений плебісцит, у ході якого народ цієї держави виразив свою волю зберегти незалежність від Республіки Китай; в 1993 р. провінція Еритрея за допомогою плебісциту виразила своє рішення відділитися від Ефіопії.
У внутрішньодержавній і міжнародній практиці замість терміна «плебісцит» іноді використовується термін «референдум». Істотної різниці між цими поняттями немає. Однак плебісцит проводиться найчастіше для рішення територіальних питань, а референдум — з питань прийняття, зміни або скасування внутрішніх законів, конституції й т.п.
- в Стародавньому Римі рішення плебейських народних зборів.
- форма загального голосування, різновид референдуму.

## Електронний плебісцит
Електронний плебісцит є одним з інструментів електронної демократії.  Українське законодавство визначає електронний плебісцит як форму консультаційного застосування шляхом інформаційно-комунікаційних технологій та електронних засобів, що мають рекомендаційний характер для органів державної влади.